# Dwergjufferduif
De dwergjufferduif (Ptilinopus nainus) is een vogel uit de familie Columbidae (duiven). Het is een endemische vogelsoort van Nieuw-Guinea. De vogel werd in 1835 door Coenraad Jacob Temminck beschreven en tijdens de expeditie naar Nieuw-Guinea in 1828 verzameld aan de Tritonbaai ("baie Lobo") en toen ook afgebeeld door de tekenaar Pieter van Oort.

## Kenmerken
De vogel is gemiddeld 14 cm lang, het is de kleinste soort jufferduif. De duif is overwegend groen, met geel op de buik en gele onderstaartdekveren. Het mannetje heeft een violetkleurige vlek op de borst en grijze flanken. Beide sexen hebben vleugelveren met gele randen.

## Verspreiding en leefgebied
Deze soort is endemisch in Nieuw-Guinea en wordt als monotypisch beschouwd (voorheen twee ondersoorten).
De vogel leeft vooral in de boomkronen en wordt daarom zelden gezien. De vogel is echter talrijk in heuvelland en bosrijk gebied tot op 1100 m boven zeeniveau.

## Status
De dwergjufferduif heeft een groot verspreidingsgebied en daardoor is de kans op de status kwetsbaar (voor uitsterven) gering. De grootte van de wereldpopulatie is niet gekwantificeerd. Men veronderstelt dat de soort in aantal stabiel is. Om deze redenen staat deze jufferduif als niet bedreigd op de Rode Lijst van de IUCN.